# Ehepaar sucht gleichgesinntes
Ehepaar sucht gleichgesinntes ist ein deutsches Sex- und Aufklärungsfilm-Melodram aus dem Jahre 1969 von Franz Josef Gottlieb.

## Handlung
Thema des Films ist der Partnertausch, der unter Umständen auch als Kuppelei aufgefasst und bestraft werden kann. Vor Beginn der Spielhandlung kommen dazu Experten wie Star-Anwalt Rolf Bossi sowie einige teilweise prominente Passanten zu Wort.
Die noch junge Marianne lebt bereits in Scheidung von ihrem als langweilig empfundenen, lieblosen Ehemann, der auch sexuell in jeder Hinsicht eingeschlafen zu sein scheint. Durch ihre Freundin Sylvia knüpft sie Kontakt mit einem Partnertausch-Kreis, an dem „ganz normale“ Männer und Frauen ihrer Altersklasse und eines sozial ähnlichem Umfeld teilnehmen. Marianne, anfänglich noch ein wenig verunsichert aber durchaus neugierig, lernt dort das Ehepaar Franz und Judith Hellmann kennen, das Freude an sexuell abwechslungsreichen Spielen zeigt. 
Bald lässt sich Marianne von der offenen und erotischen Stimmung mitreißen. Endlich kann sie sich von einst errichteten Tabus und eigenen Verklemmungen lösen und sich ganz ihren verborgenen Wünschen und Lüsten offen hingeben. Eines Tages scheinen die jungen Erwachsenen, die in ihrer Hemmungslosigkeit auch vor einem Swimmingpool nicht Halt machen, es zu weit getrieben zu haben, denn plötzlich steht die Polizei vor der Tür und nimmt die Swinger-Teilnehmer wegen anstößigem und unsittlichen Betragens fest. Es kommt zu einem Gerichtsprozess, in dem die Beteiligten sich erklären müssen und die Phänomene Gruppensex und Partnertausch en detail erörtert werden.

## Produktionsnotizen
Der Film basiert auf einer von Stefan Amberg verfassten Artikelserie in der Zeitschrift Constanze. Als Berater fungierte Professor Fritz Leist von der Universität München. Ehepaar sucht gleichgesinntes entstand Mitte 1969 und wurde am 28. November 1969 uraufgeführt.
Produzent Karl Spiehs übernahm auch die Herstellungsleitung, Heinz Pollak die Produktionsleitung. Hubert Klehr entwarf die Filmbauten, Lilo Nöbauer die Kostüme. Im Prolog ist ungenannt Regisseur Franz Josef Gottlieb zu sehen. Die bekannten Volksschauspieler Heidi Kabel und Henry Vahl treten als interviewte Passanten ebenso kurz auf wie Sex-Pionierin Beate Uhse. Rolf Bossi, damals juristischer Berater von Karl Spiehs, wirkt auch im Film als Rechtsanwalt mit.
In Italien erschien der Film unter dem Titel Le pornocoppie („Die Pornopaare“).

## Kritik
Das Lexikon des Internationalen Films verortete in dem Aufklärungsstreifen „viel Problemgeschwätz.“